# متعدد السكاريد

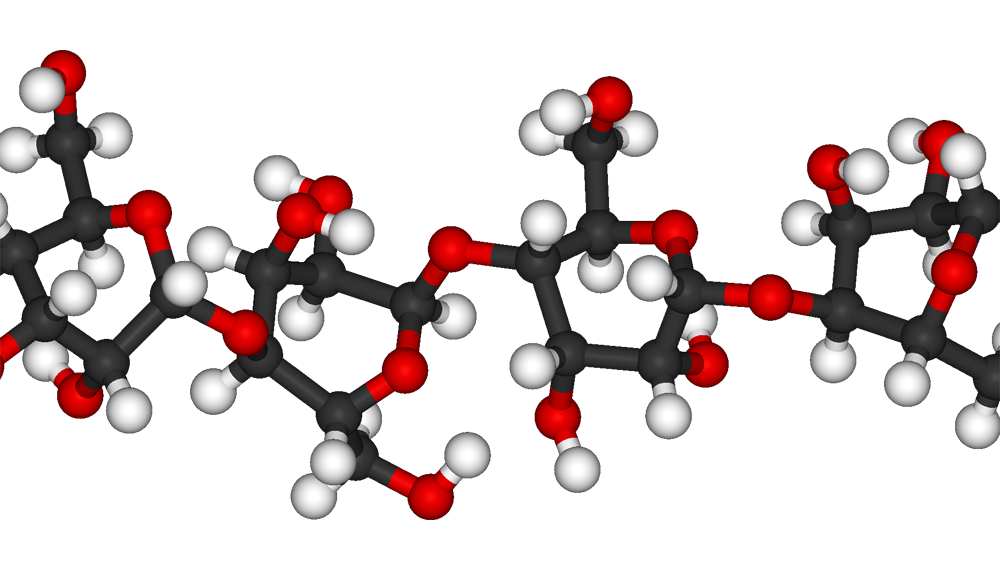
بنية ثلاثية الأبعاد للسيليلوز

السكريات المتعددة أو عديد السُّكَّريد أو عديد سكريات متباين أو بوليمرات حيوية عديدة السكريات أو متعددات السكريد(بالإنجليزية: Polysaccharide): هو أحد أنواع السكريات المعقدة. وهو بوليمر مكون من اتحاد أعداد كبيرة من السكريات الأحادية برابطة غلايكوسيدية (glycosidic bond). وعديد السكاريد كبير جدا، وغالبا ما يتكون من جزيئات ضخمة. وعادة ما تكون غير متبلورة غير ذوابة في الماء، وليس لها طعم حلو.
عندما تكون جميع السكريات الأحادية في عديد السكاريد من النوع نفسه يسمى عندها «عديد السكاريد المتجانس» (homopolysaccharide)، بينما عندما نجد أكثر من نوع واحد من السكريات الأحادية في عديد السكاريد يسمى «عديد السكاريد غير المتجانس» (heteropolysaccharides).
بعض الأمثلة عن عديدات السكاريد تتضمن النشا والغليكوجين وعديدات السكاريد مثل السيليلوز والكيتين والإينولين.
ولعديدات السكاريد صيغة عامة Cx(H2O)y حيث x عدد كبير بين 200 و 2500. وباعتبار أن الوحدة المكررة في العمود الفقري للمبلمر سكريات أحادية بستة ذرات كربون،(C6H10O5)n حيث n تتراوح بين 40 و 3000.

## الوظائف

### وظيفة بنيوية
تُعد متعددات السكاريد الغذائية مصادر مهمة للطاقة. تستطيع كثير من الكائنات الحية تفكيك النشا إلى غلوكوز، بينما لا تستطيع معظم الكائنات الحية استقلاب السليولوز أو غيره من متعددات السكاريد مثل الكيتين والأرابينوكسيلان. تستطيع بعض من أنواع البكتيريا والطلائعيات استقلاب هذه الأنواع من الكربوهيدرات. فمثلًا، تستخدم المجترات والنمل الأبيض كائنات دقيقة لمعالجة السليولوز.
لا يستطيع البشر هضم الكربوهيدرات المعقدة عمومًا، إلا أنها عناصر مهمة في النظام الغذائي للإنسان. تساعد الكربوهيدرات المعقدة، التي تُسمى الألياف الغذائية، في عملية الهضم. تؤدي الألياف الغذائية إلى تعديل قوام محتويات الجهاز الهضمي وتغيير قابلية امتصاص عناصر غذائية ومواد كيميائية أخرى. ترتبط الألياف القابلة للذوبان بالأحماض الصفراوية في الأمعاء الدقيقة، ما يجعلها أقل قدرة على دخول الجسم، وتخفض مستويات الكوليسترول في الدم. تساعد الألياف القابلة للذوبان أيضًا في تقليل امتصاص السكر، وتقليل الاستجابة لارتفاع السكر بعد الأكل، وتحسين مستويات الدهون في الدم، وبسبب تخمّرها في القولون، تنتج أحماض دهنية قصيرة السلسلة ذات أنشطة فيزيولوجية مهمة. يوجد ارتباط بين استهلاك الألياف غير القابلة للذوبان وانخفاض خطر الإصابة بمرض السكري، دون فهم الآلية.
لا تُعد الألياف الغذائية بعد عنصرًا من المغذيات الكُبرى (عام 2005)، ولكنها مهمة في النظام الغذائي، وتوصي السلطات التنظيمية في كثير من البلدان المتقدمة برفع الوارد الفموي من الألياف.

## متعددات السكاريد المُخزّنة

### النشا
النشا من متبلمرات الغلوكوز، تكون فيه وحدات الغلوكوبيرانوز مرتبطة بواسطة روابط ألفا. يتكون النشا من خليط من الأميلوز (15-20%) والأميلوبكتين (80-85%). يتكون الأميلوز من سلسلة خطية مكونة من مئات من جزيئات الغلوكوز، والأميلوبكتين جزيء شكله متفرع يتكون من آلاف من وحدات الغلوكوز (كل سلسلة مكونة من 24-30 وحدة غلوكوز تشكل وحدة أميلوبكتين). النشويات غير قابلة للذوبان في الماء. يمكن هضمها بواسطة تحظيم الروابط ألفا (الروابط الغليكوسيدية). توجد إنزيمات أميلاز لدى البشر والحيوانات الأخرى تهضم النشويات. تُعد البطاطس والأرز والقمح والذرة المصادر الرئيسية للنشا في النظام الغذائي البشري. تُنتج النباتات النشا لتخزين الغلوكوز.

### غليكوجين
يشكل الغليكوجين مخزنًا ثانويًا طويل الأمد للطاقة في الخلايا الحيوانية والفطرية، علمًا أن الأنسجة الدهنية هي مخازن الطاقة الرئيسة. يُصنع الغليكوجين أساسًا في الكبد والعضلات، ويمكن تصنيعه أيضًا بواسطة عملية تكون الغليكوجين في الدماغ والمعدة.
يشبه الغليكوجين النشا، ولذلك يسمى أيضًا النشا الحيواني، بنيته مماثلة للأميلوبكتين ولكنه أكثر تشعبًا وتماسكًا من النشا. الغليكوجين متبلمر مكون من الروابط الغليكوسيدية (4→1)α المرتبطة بفروع مرتبطة بواسطة روابط (6→1)α. يوجد الغليكوجين في هيئة حبيبات في العصارة الخلوية/السيتوبلازم في كثير من أنواع الخلايا ويؤدي دورًا مهمًا في دورة الغلوكوز. يشكل الغليكوجين احتياطيًا للطاقة يمكن ملؤه سريعًا لتلبية الحاجة المفاجئة للغلوكوز، ولكنه أقل كثافةً وأكثر جهوزية للاستخدام عندما يحتاج الجسم للطاقة مقارنةً بالدهون الثلاثية.
في خلايا الكبد، يشكل الغليكوجين ما يصل إلى 8% (100-120 غرامًا لدى البالغين) من الوزن الكلي بعد الوجبة مباشرة. الغليكوجين المخزن في الكبد هو المصدر الوحيد للغليكوجين المتاح للأعضاء الأخرى. في العضلات، يكون تركيز الغليكوجين منخفضًا يتراوح من 1% إلى 2% من كتلة العضلات. تختلف كمية الغليكوجين المخزنة في الجسم - وخاصة في العضلات والكبد وخلايا الدم الحمراء - باختلاف النشاط البدني ومعدل الأيض الأساسي وعادات الأكل، مثل الصيام المتقطع. توجد كميات قليلة من الغليكوجين في الكليتين وكميات أقل في بعض من الخلايا الدبقية في الدماغ وفي خلايا الدم البيضاء. يخزن الرحم أيضًا الغليكوجين في أثناء الحمل لتغذية الجنين.
يتكون الغليكوجين من سلسلة متفرعة من الغلوكوز. يخزن على نحو أساسي في الكبد والعضلات.
- يوفر احتياطيًا للطاقة في الحيوانات.
- يُعد الشكل الرئيسي للكربوهيدرات المخزنة في الكائنات الحية الحيوانية.
- لا يذوب في الماء، ويتحول إلى اللون البني المحمر عند خلطه باليود.
- ينتج الغلوكوز بواسطة التحلل المائي (الحلمهة).

### الغالاكتوجين
الغالاكتوجين متعدد سكاريد مكون من الغالاكتوز، يُستخدم لتخزين الطاقة في الحلزونات الرئوية وبعض بطيئات الأرجل الحديثة. يوجد الغالاكتوجين في جهاز التكاثر فقط، في الغدة الألبومينية للجهاز التناسلي الأنثوي في الحلزون، وفي السائل المحيط بالمح في البيض. يشكل الغالاكتوجين احتياطيًا للطاقة يساعد في دعم تطور الأجنة والصغار، ويُستبدل لاحقًا بالغليكوجين في الصغار والبالغين.
تتشكل الغالاكتوجينات بواسطة تشابك جسيمات نانوية أساسها من متعدد السكاريد والمتبلمرات الوظيفية، ولها تطبيقات في بنية الهيدروجيل. يمكن الاستفادة من بنية الهيدروجيل في تحرير مواد دوائية نانوية معينة و/أو علاجات مغلفة مديدة التحرر أو تتحرر استجابة لمحفزات بيئية.
الغالاكتوجينات متعددات سكاريد تستطيع الارتباط بالمُحلَّلات الحيوية. ومن خلال ربط الغالاكتوجينات بغيرها من متعددات السكاريد التي تشكل سطح الأجهزة الطبية، يمكن استخدام الغالاكتوجينات لالتقاط المحللات الحيوية (مثل الخلايا السرطانية الجائلة)، ولإطلاق المحللات الحيوية الملتقطة، وفي التحليل.

### إينولين
الإينولين متعدد سكاريد من الكربوهيدرات المعقدة يتشكل طبيعيًا ويتكون من الفركتوز، وهو مادة غذائية نباتية لا تستطيع إنزيمات الجهاز الهضمي البشري تحطيمها تمامًا. تنتمي الإينولينات إلى فئة من الألياف الغذائية اسمها الفركتانات. تستخدم بعض النباتات الإينولين لتخزين الطاقة ويوجد عادةً في الجذر أو الجذمور. لا تخزن معظم النباتات التي تصنع الإينولين وتخزنه أشكالًا أخرى من الكربوهيدرات مثل النشا. في الولايات المتحدة في 2018، وافقت إدارة الغذاء والدواء على تصنيف الإينولين على أنه من الألياف الغذائية المستخدمة لتحسين القيمة الغذائية للمنتجات الغذائية المصنعة.

## متعددات السكاريد البنيوية

### أرابينوكسيلان
يوجد الأرابينوكسيلان في جدار الخلية النباتية الأولي والثانوي، وهو مبلمر مشترك مكون من نوعين من السكر: أرابينوز وإكسيلوز. وربما تكون له فوائد صحية لدى البشر.

### السليولوز
تتشكل المكونات البنيوية للنباتات من السليولوز على نحو أساسي. يتكون الخشب من السليولوز والليغنين أساسًا، بينما يتكون الورق والقطن من السليولوز الصافي تقريبًا. السليولوز متبلمر يتكون من تكرر وحدات غلوكوز مرتبطة معًا بروابط بيتا. لا ينتج الإنسان وكثير من الحيوانات إنزيمات تحطم روابط بيتا، لذا لا يمكن هضم السليولوز في هذه الكائنات. تستطيع بعض من الحيوانات مثل النمل الأبيض هضم السليولوز بواسطة البكتيريا التي تنتج الإنزيم الموجودة في الأمعاء. السليولوز لا يذوب في الماء، ولا يتغير لونه عندما يخلط باليود. ينتج الغلوكوز عندما يتحلمه. السليولوز أكثر الكربوهيدرات وفرة في الطبيعة.

### كيتين
الكيتين واحد من المتبلمرات الطبيعية. وهو مكون بنائي في كثير من الحيوانات، مثل ذوات الهيكل الخارجي. مع مرور الوقت، يتحلل الكيتين في الطبيعة. يمكن تحفيز هدمه بواسطة إنزيمات تسمى كيتينازات، تفرزها كائنات حية دقيقة مثل البكتيريا والفطريات وتنتجها أيضا بعض من النباتات. تحمل بعض من هذه الكائنات الدقيقة مستقبلات للسكريات البسيطة التي تنتج من تحلل الكيتين. إذا استطاعت هذه الكائنات اكتشاف وجود الكيتين في محيطها فإنها تنتج إنزيمات لهضمه من خلال شطر روابط الغليوسيد وتحويله إلى سكريات بسيطة وأمونيا.
من الناحية الكيميائية، بنية الكيتين قريبة من بنية الكيتوزان (مشتق من الكيتين وأكثر قابلية للذوبان في الماء). الكيتين قريب من السليولوز في كونه سلسلة طويلة غير متشعبة من الغلوكوز. للمادتين دور بنيوي في حماية الكائن الحي.

### البكتين
البكتينات عائلة من متعددات السكاريد المعقدة التي تحمل روابط 1، 4 ألفا دي غالاكتوسيل يورونيك أسيد. توجد في جدار الخلية لدى معظم الكائنات الحية الأولية وفي الأجزاء غير الخشبية من النباتات الأرضية.